# 東港線 (台灣糖業)
東港線常用來稱呼臺灣製糖株式會社阿緱工場（今台糖屏東總廠）不同時期經營之兩段輕便鐵路營業區間，分別為阿緱=東港間以及屏東=鹽埔子間兩段營業區間。今已廢止。

## 線路簡介
根據臺灣總督府鐵道部第14年報從阿緱到東港營業區間共14.5英里，營業區間先是使用林仔邊線路段經萬丹、新庄子後在甘棠門(今萬丹鄉甘棠村)在跨越東港溪，進入今日屏東縣崁頂鄉境內到北勢子，在北勢子後使用東港線經內關帝(今東港鎮興東里)進入東港市區。在北勢子可以接續北勢子、潮州區間到潮州。阿緱車站最早位置位於糖廠工場旁，後為了配合鐵道部通車至阿緱，將阿緱遷移到官線車站旁原九曲堂線上。原阿緱改名為工場。在屏東線延伸到西勢後，車站又搬移到官線車站的南邊。最後因不敵鐵道部潮州線以及東港線而停止對外營業，並撤除東港線末端靠近東港市區的路線，之後更完全撤除。存留路線繼續作為專用線使用。
到了日治末期，臺灣製糖營運屏東下行經萬丹、新庄子至鹽埔子(位於今日新園鄉鹽埔村)，總里程為22.7公里並設置9座乘降場，大部分路段使用原本為原料線的烏龍線。然本段因公路競爭停辦客運之時間不明。
戰後改編路線名稱。原有屏東至鹽埔子區間為東港幹線，原林仔邊線大湖至北勢子的路段為甘棠門支線。

## 路線資料（阿緱=東港）
- 經營管轄：臺灣製糖株式會社(今台灣糖業公司)
- 路線距離：屏東=東港間14.5英里
- 軌距：762mm
- 曾設立車站數：9

| 東港線（阿緱─東港）                |              |              |
| *車站參照 臺灣總督府鐵道部第14年報 |              |              |
| 車站名                             | 里程（英里） | 所在地       |
| 阿緱                               | 0            | 屏東縣屏東市 |
| 大湖庄                             | 2.8          | 屏東縣萬丹鄉 |
| 萬丹                               | 4.9          | 屏東縣萬丹鄉 |
| 新庄子                             | 7.7          | 屏東縣萬丹鄉 |
| 甘棠門                             | 9.1          | 屏東縣萬丹鄉 |
| 北勢仔                             | 10.3         | 屏東縣崁頂鄉 |
| 過溪子                             | 11.4         | 屏東縣崁頂鄉 |
| 內關帝                             | 12.4         | 屏東縣東港鎮 |
| 東港                               | 14.5         | 屏東縣東港鎮 |

## 路線資料（屏東=鹽埔子）
- 經營管轄：臺灣製糖株式會社(今台灣糖業公司)
- 路線距離：屏東(官鐵屏東)＝工場=鹽埔子間22.7公里
- 軌距：762mm
- 曾設立車站數：9
- 雙線區間：全線單線
- 電化區間：無

## 車站一覽
| 東港線（屏東─鹽埔子）                           |      |              |
| *車站及里程數參照《臺灣私設鐵道乘合バス運賃表》 |      |              |
| 車站名                                          | 里程 | 所在地       |
| 屏東                                            | 0    | 屏東縣屏東市 |
| 工場                                            | 1.0  | 屏東縣屏東市 |
| 太湖(大湖)                                      | 5.6  | 屏東縣萬丹鄉 |
| 萬丹                                            | 8.9  | 屏東縣萬丹鄉 |
| 新庄子                                          | 12.7 | 屏東縣萬丹鄉 |
| 仙公                                            | 15.7 | 屏東縣新園鄉 |
| 港西                                            | 19.3 | 屏東縣新園鄉 |
| 烏龍                                            | 21.3 | 屏東縣新園鄉 |
| 鹽埔子                                          | 22.7 | 屏東縣新園鄉 |

## 外部連結
- 臺灣百年歷史地圖 （页面存档备份，存于）